# توم كين
توم كين (بالإنجليزية: Tom Kane)‏ هو ممثل أمريكي، ولد في 15 أبريل 1962 في الولايات المتحدة.

## أعمال

### أفلام
- (2011) السنافر
- (2013) السنافر 2[4]
- (2016)  قصة من حرب النجوم[5]
- (2017)  الجيداي الأخير[6][7]

### مسلسلات
- عائلة إكس
- عائلة ثورنبيري
- فتيات القوة

## وصلات خارجية
- توم كين على موقع IMDb (الإنجليزية)
- توم كين على موقع ميتاكريتيك (الإنجليزية)
- توم كين على موقع روتن توميتوز (الإنجليزية)
- توم كين على موقع قاعدة بيانات الأفلام العربية
- توم كين على موقع ألو سيني (الفرنسية)
- توم كين على موقع ميوزك برينز (الإنجليزية)
- توم كين على موقع أول موفي (الإنجليزية)
- توم كين على موقع قاعدة بيانات الأفلام السويدية (السويدية)
- توم كين على موقع إن إن دي بي (الإنجليزية)
- توم كين على موقع ديسكوغز (الإنجليزية)